# Theodore Freeman
Theodore Cordy Freeman (Haverford, 18 febbraio 1930 – Houston, 31 ottobre 1964) è stato un astronauta statunitense e capitano dell'aeronautica militare americana.
Nato il 18 febbraio, 1930, a Haverford Pennsylvania, morì il 31 ottobre, 1964, presso l'Ellington Air Force Base, di Houston, Texas, schiantandosi con un aereo jet T-38 Talon.
Freeman terminò gli studi d'istruzione secondaria nel 1948. In seguito, per un solo anno, frequentò l'Università del Delaware a Newark, prima di arruolarsi presso l'accademia della marina militare degli Stati Uniti. Si laureò nel 1953 ottenendo il titolo di studio di Bachelor of Science. Nel 1960 ottenne il titolo di Master of Science in ingegneria aeronautica, diplomandosi presso l'Università del Michigan. Freeman fece parte dell'istituto statunitense per l'aeronautica ed astronautica (American Institute of Aeronautics and Astronautics) nonché dell'apposita società dei piloti per esperimenti di volo (Society of Experimental Test Pilots).
Freeman superò gli appositi corsi e, rimanendo al servizio dell'aeronautica militare, la sua ultima assegnazione fu l'incarico di istruttore di volo per l'apposita scuola per aspiranti piloti dell'aeronautica militare, cioè la Edwards Air Force Base nel deserto del Mojave.
In primo luogo prestò dunque servizio direttamente come pilota per esperimenti, rimanendo stabile presso le apposite basi militari. Raggiunse oltre 3.300 ore di volo, di cui oltre 2.400 su aerei jet. Freeman fece parte del terzo gruppo di astronauti scelti dalla NASA nell'ottobre del 1963.
Il 31 ottobre del 1964, Theodore Freeman rimase ucciso in un incidente di volo intercorso con il suo aereo Northrop T-38 Talon. Un'anatra si era schiantata contro il vetro dell'abitacolo frantumandolo mentre l'aereo si trovava in fase di atterraggio. I pezzi di plexiglas entrarono nei congegni di propulsione causando l'immediato spegnimento degli stessi. Freeman fu ancora in grado di azionare la leva per catapultarsi fuori dall'abitacolo con l'apposito sedile, ma volava già ad una quota talmente bassa, da non essere sufficiente perché il paracadute potesse funzionare in maniera corretta. L'impatto fu violentissimo e Freeman non ebbe speranze.
Freeman lasciò la moglie Faith Clark ed una figlia, Faith Huntington. Freeman fu il primo astronauta statunitense a morire durante il servizio.